# Tamel (São Pedro Fins)
Tamel (São Pedro Fins) foi uma freguesia portuguesa do município de Barcelos, com 2,56 km² de área e 538 habitantes (2011). Densidade: 210,2 hab/km².
Foi extinta em 2013, no âmbito de uma reforma administrativa nacional, tendo sido agregada à freguesia de Campo, para formar uma nova freguesia denominada União das Freguesias de Campo e Tamel (São Pedro Fins) com sede em Campo.

## População
| População da freguesia de Tamel (São Pedro Fins) (1864 – 2011) | População da freguesia de Tamel (São Pedro Fins) (1864 – 2011) | População da freguesia de Tamel (São Pedro Fins) (1864 – 2011) | População da freguesia de Tamel (São Pedro Fins) (1864 – 2011) | População da freguesia de Tamel (São Pedro Fins) (1864 – 2011) | População da freguesia de Tamel (São Pedro Fins) (1864 – 2011) | População da freguesia de Tamel (São Pedro Fins) (1864 – 2011) | População da freguesia de Tamel (São Pedro Fins) (1864 – 2011) | População da freguesia de Tamel (São Pedro Fins) (1864 – 2011) | População da freguesia de Tamel (São Pedro Fins) (1864 – 2011) | População da freguesia de Tamel (São Pedro Fins) (1864 – 2011) | População da freguesia de Tamel (São Pedro Fins) (1864 – 2011) | População da freguesia de Tamel (São Pedro Fins) (1864 – 2011) | População da freguesia de Tamel (São Pedro Fins) (1864 – 2011) | População da freguesia de Tamel (São Pedro Fins) (1864 – 2011) |
| -------------------------------------------------------------- | -------------------------------------------------------------- | -------------------------------------------------------------- | -------------------------------------------------------------- | -------------------------------------------------------------- | -------------------------------------------------------------- | -------------------------------------------------------------- | -------------------------------------------------------------- | -------------------------------------------------------------- | -------------------------------------------------------------- | -------------------------------------------------------------- | -------------------------------------------------------------- | -------------------------------------------------------------- | -------------------------------------------------------------- | -------------------------------------------------------------- |
| 1864                                                           | 1878                                                           | 1890                                                           | 1900                                                           | 1911                                                           | 1920                                                           | 1930                                                           | 1940                                                           | 1950                                                           | 1960                                                           | 1970                                                           | 1981                                                           | 1991                                                           | 2001                                                           | 2011                                                           |
| 307                                                            | 461                                                            | 320                                                            | 300                                                            | 323                                                            | 339                                                            | 364                                                            | 427                                                            | 464                                                            | 439                                                            | 458                                                            | 561                                                            | 559                                                            | 551                                                            | 538                                                            |